# Ō-yoroi
 (avril 2020).
Si vous disposez d'ouvrages ou d'articles de référence ou si vous connaissez des sites web de qualité traitant du thème abordé ici, merci de compléter l'article en donnant les références utiles à sa vérifiabilité et en les liant à la section « Notes et références ».

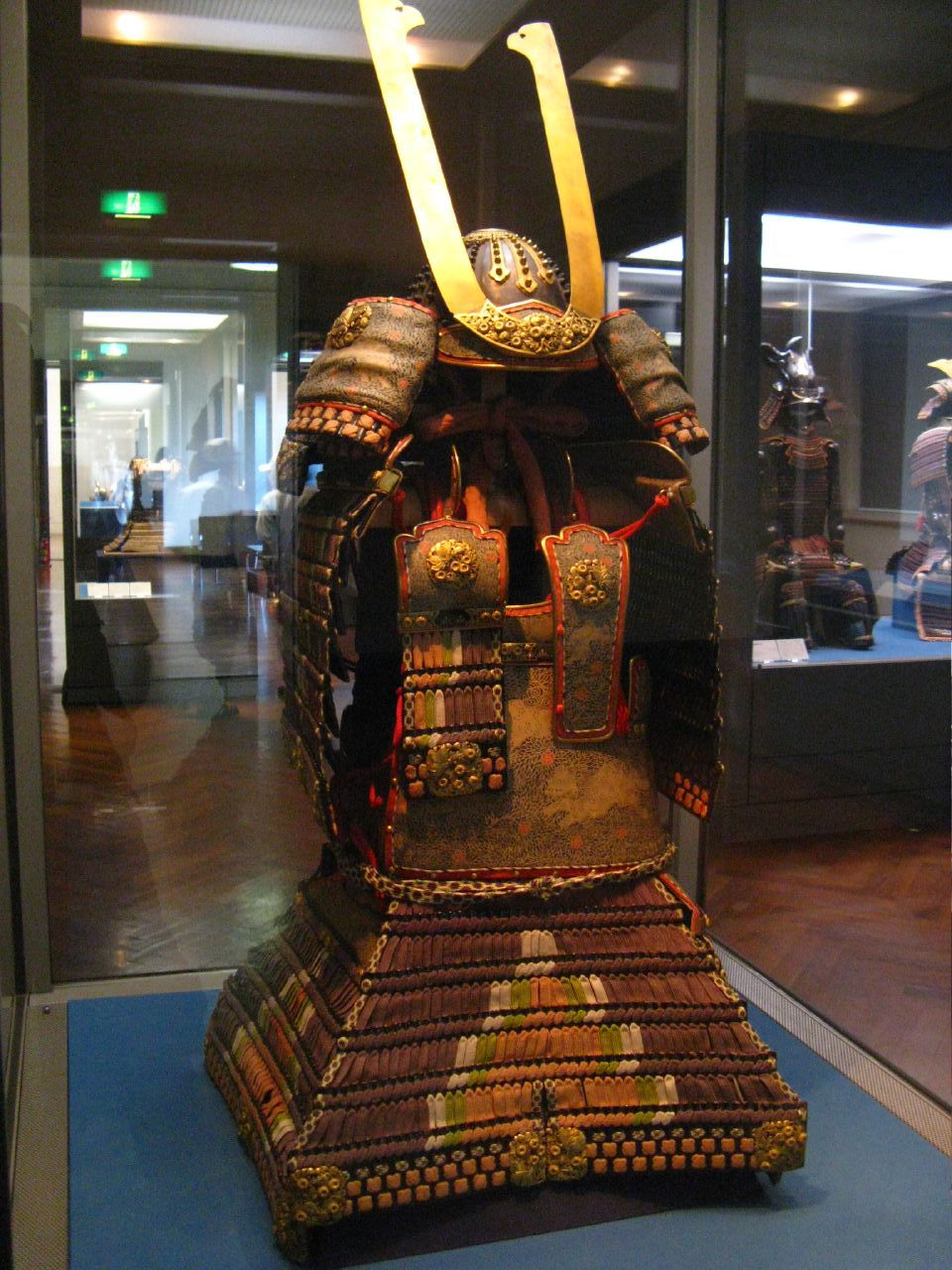
Exemple d'ō-yoroi de samouraï exposé au musée national de Tokyo.

L'ō-yoroi (鎧（甲、よろい) est un type d'armure japonaise utilisée par les samouraïs durant le Moyen Âge japonais.

## Usage
Son but principal est de protéger le torse et la poitrine, où se trouvent des organes importants, lors des attaques d'armes telles que des flèches et des épées.
Ce vêtement est souvent associé avec un casque et d'autres armures.
Il était parfois utilisé pour protéger non seulement les humains, mais aussi les animaux tels que les chevaux de guerre et les éléphants.

## Fabrication
Il existe différents matériaux pour les armures, tels que le cuir, le bronze et le fer.